# Имре Ритер
Имре Ритер (на унгарски: Imre Ritter, на немски: Emmerich Ritter) е унгарски математик, одитор, данъчен консултант, политик от Националното самоуправление на германците в Унгария, депутат в Националното събрание на Унгария. Бил е заместник–председател на Националното самоуправление на германците в Унгария (2011 – 2014), а от 2014 г. е първият национален застъпник на германското малцинство в Народното събрание.

## Биография
Имре Ритер е роден на 5 август 1952 г. в град Будаьорс, Унгарска народна република. Завършва основно училище в родния си град, след което завършва средно икономическо училище в Будапеща. След това е приет в Икономическия университет „Карл Маркс“ (днес Университет Корвинус), където завършва през 1976 г. Работи в Будапещенската транспортна компания (BKV), където първоначално работи като икономист, а след това става заместник–директор по икономика. Междувременно учи в Будапещенския университет, специалност приложна математика, която специализира през 1982 г. През 1990 г. напуска Будапещенската транспортна компания, и основава собствена счетоводна и данъчна консултантска служба.
След падането на комунизма в Унгария, той активно участва в зараждащото се самоуправление на националните малцинства. През 1994 г. става член на първото малцинствено самоуправление в родния си град Будаьорс и малко след това е избран за председател. През 1998 г. е избран за председател на Финансовия комитет на Националното самоуправление на германците в Унгария (MNOÖ) и е преизбран през 2003 и 2007 г. През 2011 г. е избран за заместник–председател на MNOÖ. На парламентарните избори в Унгария през 1998 г. е кандидат за депутат от листата Национален форум, но не успява да получи мандат. През 1998 г. получава привилегирован мандат като независим кандидат от германското малцинство в представителния орган на Будаьорс. През 2006 г. става член на представителния орган на Будаьорс на Фидес и Християндемократическата народна партия, а през 2010 г. се кандидатира за кмет на Будаьорс. На парламентарните избори през 2014 г. е втори в листата на Националнота самоуправление на германците в Унгария.
На парламентарните избори през 2018 г. е избран за депутат от листата на Националното самоуправление на германците в Унгария, която получава едно място в Националното събрание. Той става първият представител на германското малцинство в Унгария след смъртта на Якоб Блейер през 1933 г.